# Брюне, Пьер
Пьер Брюне,фр. Pierre Brunet, (28 июня 1902 года, Париж, Франция — 27 июля 1991 года, Бойн-Сити, Мичиган, США) — французский фигурист, выступавший в парном фигурном катании с партнёршей, а в дальнейшем женой Андре Жоли-Брюне. Они двукратные олимпийские чемпионы 1928 и 1932 года.
Пара Андре Жоли и Пьер Брюне считаются основоположниками многих элементов современного парного катания. Им приписывают создание зеркальной дорожки, а также новых связок, поддержек и вращений. На своих первых Олимпийских играх 1924 года в Шамони они стали третьими.
Они выигрывали французские национальные чемпионаты с 1924 по 1935 года и четыре раза выигрывали чемпионаты мира (1926, 1928, 1930 и 1932 годы). Также они были олимпийскими чемпионами 1928 и 1932 годов.
От участия в Олимпиаде 1936 года они отказались в знак протеста против нацистской Германии.
И Андре, и Пьер также принимали участие в соревнованиях одиночников. Как одиночник Брюне 10 раз становился чемпионом Франции. На зимних Олимпийских играх 1924 года он был восьмым, а на Олимпиаде 1928 года — седьмым.
Андре и Пьер заключили брак в 1929 году (в дальнейшем Андре соревновалась под фамилией Брюне). В 1936 году они закончили любительскую карьеру и гастролировали с шоу-турами по Европе и Канаде.
В 1940 году Брюне эмигрировали в США; стали тренерами и подготовили будущих олимпийских чемпионов Кэрол Хейс и Скотта Хамильтона, чемпиона мира канадца Дональда Джексона и многих других. Работали они в Нью-Йорке, Иллинойсе и Мичигане вплоть до 1979 года, когда вышли на пенсию.
У пары был сын Жан-Пьер, ставший чемпионом США в парном катании с Донной Джен Посписел в 1945 и 1946 годах.
В 1976 году Брюне были введены в мировой Зал Славы фигурного катания.

## Спортивные достижения
(в парном катании)
| Соревнования/Сезон      | 23-24 | 24-25 | 25-26 | 26-27 | 27-28 | 28-29 | 29-30 | 30-31 | 31-32 |
| ----------------------- | ----- | ----- | ----- | ----- | ----- | ----- | ----- | ----- | ----- |
| Зимние Олимпийские игры | 3     |       |       |       | 1     |       |       |       | 1     |
| Чемпионаты мира         |       | 2     | 1     |       | 1     |       | 1     |       | 1     |
| Чемпионаты Европы       |       |       |       |       |       |       |       |       | 1     |

(в мужском одиночном катании)
| Соревнования/Сезон      | 23-24 | 24-25 | 25-26 | 26-27 | 27-28 |
| ----------------------- | ----- | ----- | ----- | ----- | ----- |
| Зимние Олимпийские игры | 8     |       |       |       | 7     |